# Odluka Europske unije
Odluka Europske unije, vrsta je pravnog akta Europske unije. Kao takvim, ostvaruju se njime ciljevi utvrđeni ugovorima EU-a. Obvezujuća je za one kojima je upućena (npr. država članica EU-a ili pojedinačno poduzeće) i izravno se primjenjuje.